# Зброяр Орбано
Зброяр Орбано — історичний роман Зофії Коссак-Щуцької про падіння Константинополя.
Роман заснований на історичних фактах. Головним героєм повісті є зброяр Орбано. Книга була перевидана кілька разів.